# 大井川鉄道スハフ500形客車
大井川鉄道スハフ500形客車（おおいがわてつどうスハフ500がたきゃくしゃ）は、1972年（昭和47年）に登場した、大井川鉄道（現・大井川鐵道）井川線用の客車。

## 概要
1957年（昭和32年）に中部電力専用線が大井川鉄道井川線として旅客営業を開始してから、観光客が増加したため、専用線時代からの7両の客車では乗客をさばききれなくなった。スロニ200形・スロフ300形を新造して対処したが、それでも特に乗客が多い場合にはcトキ200形などの貨車を増結し、そのまま乗客を乗せることもあった。
一部の貨車にはポールを立てて屋根シートをかぶせられるように対処したものの、その後も恒常的に貨車を増結する状態が続いたため、1972年（昭和47年）には正式に客車を増備することになり、導入されたのが本形式である。
cトキ217がスハフ501に、cトキ218がスハフ502に、cトキ219がスハフ503にそれぞれ改造され、1972年（昭和47年）12月に竣工した。

## 構造

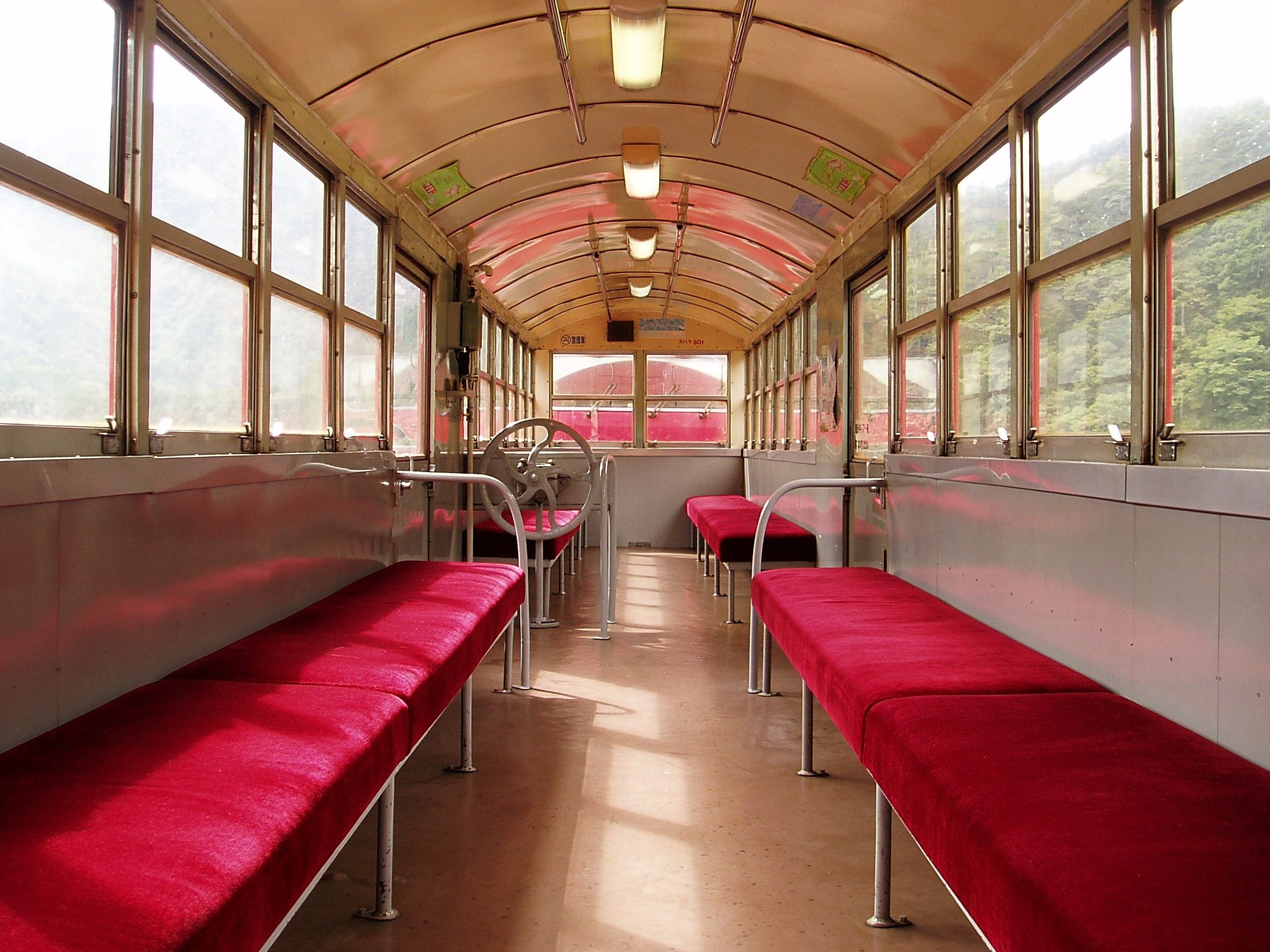
スハフ500形の車内

cトキ200形の改造車両であるが、竣工当初は無蓋車に屋根と外板を取り付けたものにベンチを外向きに並べて置いただけで、窓ガラスもない吹きさらしの車両であった。1976年（昭和51年）に窓ガラスの取り付けが行われ、スロフ300形と同様の客車スタイルに改造された。定員は64名で、そのうち座席定員は42名である。
窓は2段窓が並び、車内はロングシートである。暖房は設置されていない。

## 改造・廃車
スハフ502は2010年（平成22年）度にスロフ317に改造され、スハフ503は2015年（平成27年）9月15日付で廃車となった。
最後に残ったスハフ501は休車となっていたが、2022年（令和4年）にスロフ318に改造され、本形式は形式消滅となった。